# Товит

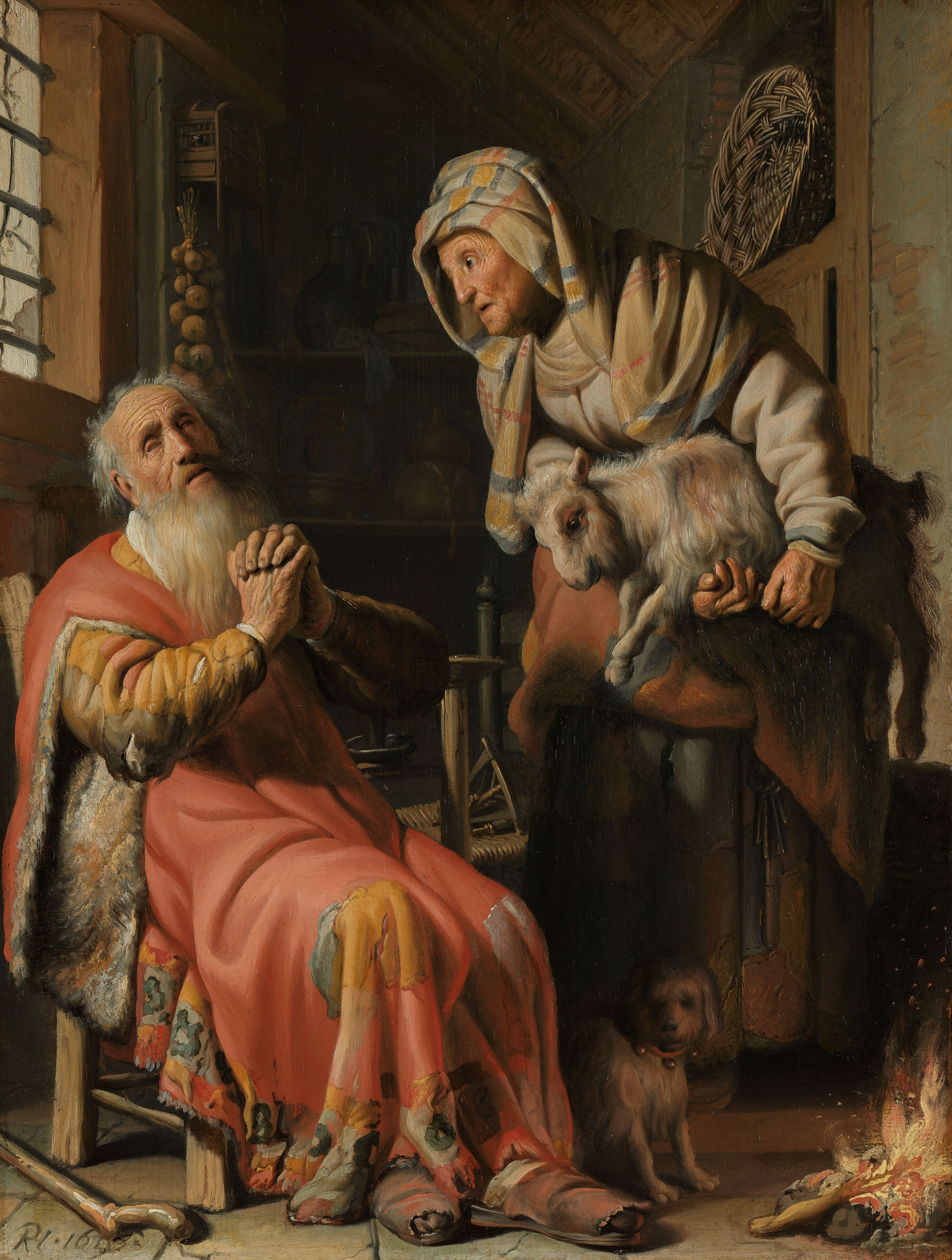
Товит и Анна, картина Рембрандта

Тови́т (ивр. טובית‎ — «Бог есть благо») — главный персонаж книги Товита неканонической (второканонической) книги Ветхого Завета, израильтянин из колена Неффалимова.
Отличался праведностью в своей родной стране и не оставил благочестивого образа жизни и в плену, в Ниневии. За свои благодеяния бедствующим единоплеменникам он подвергся преследованиям ассирийского правительства и вообще пережил целый ряд испытаний, в том числе слепоту, которые закончились для него и его потомства полным благословением Божиим. Его сын — Товия, исцелил его с помощью ангела.